# Macrorhynchia hornelli
Macrorhynchia hornelli är en nässeldjursart som först beskrevs av Thornely 1904.  Macrorhynchia hornelli ingår i släktet Macrorhynchia och familjen Aglaopheniidae. Inga underarter finns listade i Catalogue of Life.